# Hermanos Tsárnayev

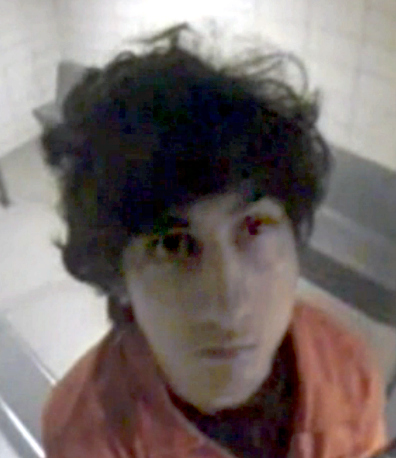
Dzhokhar Tsárnayev

Los hermanos Tsárnayev son Dzhojar Anzórovich "Jahar" Tsárnayev (Джохар Анзорович Царнаев, nacido el 22 de julio de 1993) y Tamerlán Anzórovich Tsárnayev (Тамерлан Анзорович Царнаев, 21 de octubre de 1986 - 19 de abril de 2013), dos hermanos chechenos sospechosos de perpetrar el atentado de la maratón de Boston el 15 de abril de 2013. Los atentados mataron a tres personas, según informes, y dejaron más de 250 heridos.
Poco después de que la Oficina Federal de Investigaciones los declaró sospechosos de los atentados y lanzó imágenes de ellos, los hermanos Tsárnayev presuntamente mataron a un oficial de policía del MIT, robaron una camioneta, y participaron en un tiroteo con la policía en un suburbio de Boston Watertown, durante el cual Tamerlan fue muerto y un policía fue herido de gravedad MBTA (este último por lo que pudo haber sido fuego amigo). Dzhokhar resultó herido, pero escapó, y una cacería humana sin precedentes se produjo, con miles de policías buscando en un área de 20 manzanas en Watertown. En la tarde del 20 de abril, Dzhokhar gravemente herido fue encontrado en un escondite sin armas en un barco en un remolque en Watertown justo fuera del perímetro de la policía, fue arrestado y llevado a un hospital. Más tarde se informó que fue persuadido a rendirse cuando los negociadores del FBI mencionaron una declaración pública de su exentrenador de lucha libre.
Aunque todavía confinado a una cama de hospital, Dzhokhar fue acusado el 22 de abril con el uso y conspirar para usar un arma de destrucción masiva que resultó en la muerte y la destrucción maliciosa de la propiedad que resultó en muerte. Él podría enfrentar la pena de muerte si es declarado culpable.  Dzhokhar presuntamente luego admitió durante el interrogatorio que el próximo lugar donde pretendían detonar explosivos era el Times Square en la ciudad de Nueva York. Dzhokhar al parecer también admitió ante las autoridades que él y su hermano fueron radicalizados, al menos en parte, al observar conferencias Anwar al-Awlaki. ABC informó el 23 de abril de 2013, que las autoridades vinculaban a Tamerlan a un triple homicidio no resuelto en las cercanías de Waltham, que ocurrió en el 10 º aniversario de los ataques del 11 de septiembre.
Nacidos con siete años de diferencia en diferentes repúblicas de la antigua Unión Soviética, los hermanos son mitad de Chechenia y mitad de Avar. Ellos emigraron a los Estados Unidos como refugiados en 2002. Dzhokhar era estudiante en la Universidad de Massachusetts Dartmouth, que se convirtió en ciudadano naturalizado de los EE. UU. el 11 de septiembre de 2012, siete meses antes de los atentados.

## Antecedentes compartidos
Tamerlan nació en la República Socialista Soviética Autónoma de Kalmukia en 1986, y Dzhokhar nació en Kirguistán en 1993. Su padre, Anzor Tsárnayev, es checheno, y su madre, Zubeidat Tsarnáyeva, es una ávara. Los Tsárnayev también tiene dos hijas. Los hermanos nacieron en una familia musulmana. Su padre era un musulmán tradicional que, según informes ha rechazado rotundamente al extremismo religioso.
Cuando eran niños, Tamerlan y Dzhokhar vivían en Tokmok en Kirguistán. En 2001, la familia se trasladó a Makhachkala, en Daguestán, en la Federación Rusa.
En abril de 2002, los padres de Tamerlan y Dzhokhar fueron a los Estados Unidos con una visa de turista de 90 días. Anzor Tsárnayev solicitó asilo, citando temores de persecución mortal debido a sus vínculos con Chechenia. Tamerlan llegó a los EE. UU. en torno a dos años más tarde. En los EE. UU. los padres recibieron asilo y luego se declaró en sus cuatro hijos, que recibieron "la condición de asilo derivado". Ellos se establecieron en Norfolk Street, en Cambridge, Massachusetts. Tamerlan vivía en Cambridge en Norfolk Street hasta su muerte. Anzor y Zubeidat Tsárnayev recibieron prestaciones sociales. El padre trabajaba como mecánico del patio trasero y la madre trabajaba como cosmetóloga hasta que ella perdió su trabajo por negarse a trabajar en un negocio que prestaba servicios a hombres. En marzo de 2007, a la familia se le concedió la residencia legal permanente. Según algunos, otros chechenos estadounidenses en la zona aparentemente no consideraron que fueran totalmente de Chechenia porque no habían vivido nunca en Chechenia.

## Individuos relacionados
Como resultado de la intensa aplicación de la ley y los medios de investigación sobre la vida de los hermanos acusados, varios miembros de la familia han recibido considerable atención de los medios en todo el mundo.

### Zubeidat Tsarnáyeva
Zubeidat Tsarnáyeva es una ciudadana rusa con residencia permanente en los Estados Unidos. Ella tiene cuatro hijos: Tamerlan, dos hijas, y Dzhokhar, nacidos en ese orden.
Ella es de etnia ávara. Su pueblo natal es ahora un hervidero de una cepa ultraconservadora del islam conocida como salafismo, o wahabismo. Ella conoció a su marido en Elista, la capital provincial de la región de Kalmykia, donde ambos eran estudiantes. Zubeidat vino de Daguestán.
En las fotos de ella cuando era más joven, Zubeidat Tsarnáyeva llevaba ropa de estilo occidental, incluyendo una blusa escotada. Después de su llegada a los EE. UU. de Rusia en 2002, tomó clases en el Instituto de Estética de Catherine Hinds antes de convertirse en una esteticista con licencia del estado y conseguir un trabajo en un spa de día suburbano. Después de decidir que ya no podía trabajar en un negocio que servía a los hombres, comenzó a trabajar desde su casa, donde los clientes la veían con tendencias más radicales y promover las teorías de la conspiración del 9/11.
Zubeidat Tsarnáyeva dijo que instó a Tamerlan a abrazar el islam en 2008 porque estaba preocupada por su forma de beber, de fumar, y la búsqueda de una mujer. Ella dijo que él comenzó a leer más sobre el tema en Internet. También le instó a dejar el boxeo porque el islam prohíbe golpear a alguien en la cara. También elogió a Russell, diciendo. "Ella es una buena chica estadounidense seria que se convirtió al Islam como si siempre hubiera sido musulmana. Todos la amamos mucho".
Zubeidat discutió jihad durante una llamada de teléfono en 2011 con Tamerlán que fue grabado por una agencia del gobierno ruso, y funcionarios de inteligencia también descubrieron mensajes de texto en el que su madre discute que Tamerlan está dispuesto a morir por el islam. Ella fue grabada sugiriendo a Tamerlan ir a Palestina.
Con su hijo Tamerlan, Zubeidat fue objeto de una investigación de inteligencia de Rusia al gobierno de EE. UU. en 2011 a causa de lo que los rusos perciben como puntos de vista islámicos extremistas. Ella fue entrevistada por el FBI el cual no encontró nada que perseguir en el momento. A finales de 2011, la CIA puso a ambos, Tamerlan y Zubeidat, en su base de datos de Datamart Environment de Identidades del Terrorismo.
Ruslan Tsarni dijo a la AP desde su casa en Maryland que creía que su ex cuñada, tenía una "influencia a lo grande" en la de su hijo mayor (Tamerlan) que creció abrazado de su fe y la decisión de dejar el boxeo y escuela musulmana.
A principios de 2012, Tsarnáyeva fue arrestado por robar $ 1624 dólares en ropa de mujer de Lord & Taylor en Natick, Massachusetts. Ella se fue de los EE. UU. a Rusia y no apareció en la corte. Anzor y Zubeidat Tsárnayev se divorciaron en 2011 después de veinticinco años de matrimonio. La pareja no tenía ninguna propiedad personal o de bienes raíces para dividir y sin ninguna jubilación o pensión beneféfica. Le dieron la razón de su separación como "ruptura irremediable del matrimonio" con "ninguna posibilidad de reconciliar nuestras diferencias". La decisión de la madre hacia el más radical del Islam era al parecer un factor en la ruptura del matrimonio. Pueden haberse reconciliado en Daguestán.
Ella ha expresado con fuerza en entrevistas de televisión que sus hijos son inocentes y que fueron enmarcados por el FBI.

### Katherine Russell
Katherine Russell (Kárima Tsarnáyeva) nació el 6 de febrero de 1989, en Texas. Se crio en Rhode Island; su padre es un médico de urgencias y su madre es enfermera. Su casa ha sido descrita como nominalmente cristiana. Ella es la viuda de Tamerlan Tsárnayev.
Ella asistió a North Kingstown High School, donde se graduó en 2007 en la parte superior de su clase. Su entrada de anuario enumera sus planes como la universidad y el Cuerpo de Paz. Ella fue recordada por su talento en la pintura y el dibujo.
Russell se reunió con Tamerlán Tsárnayev en 2007 en una discoteca, poco después de que comenzara como parte de las comunicaciones importantes de la Universidad de Suffolk. Ellos comenzaron a salir y se apaga. Ante la insistencia de Tsárnayev, se convierte al islam y adoptó el hijab en 2008. Russell eligió el nombre de Kárima después de convertirse al islam. En 2009, Tsárnayev estaba viviendo con otra mujer.
Russell abandonó la universidad en la primavera de 2010 después de que ella quedara embarazada en su último año, y la pareja se casó el 21 de junio de 2010, en una ceremonia de 15 minutos en una mezquita Dorchester. De acuerdo al oficiante, fue Russell quien llamó e hizo los arreglos. Sólo dos testigos asistieron a la boda. Russell estaba embarazada de una hija en el momento del matrimonio. Se mudó al apartamento de su marido en Cambridge.
De septiembre de 2011 a noviembre de 2012, ella y su marido habían complementado sus ingresos por la asistencia pública y cupones de alimentos. Cuando Tsárnayev estaba en Rusia durante seis meses, ella y su hija se quedaron en Cambridge. En ocasiones trabajó como una ayudante de salud en el hogar.
En el momento de los atentados el 15 de abril de 2013, Russell estaba viviendo con su esposo y su hija en la casa de la familia en Norfolk Street, Cambridge. El hermano menor también oficialmente vivía allí, pero en la práctica se alojó en una residencia de estudiantes en la Universidad de Massachusetts Dartmouth. Después de los atentados, cuando las fotos de los sospechosos fueron puestas en libertad, al parecer, Russell contactó a su marido por teléfono y por mensajes de texto. Ella se ha negado a revelar de qué hablaron.
Después de que muriera su esposo, Russell se retiró a la casa de sus padres en Rhode Island. Sus padres dieron a conocer un comunicado diciendo que "nuestra hija ha perdido a su marido hoy, el padre de su hijo. No podemos empezar a comprender cómo ocurrió esta horrible tragedia. A raíz del terror del Día del Patriota, reconocemos que en realidad nunca sabíamos de Tamerlán Tsárnayev. Nuestros corazones se enfermaron por el conocimiento del horror que ha causado".
El FBI ha entrevistado a Russell en un número de ocasiones y sigue buscando información de ella. El FBI también ha recogido muestras de ADN de Russell como parte de su investigación. Ella se negó a asumir la custodia de los restos de su marido y ha vuelto a utilizar su apellido de soltera.
Los investigadores han descubierto las instrucciones para fabricar bombas de revistas en la computadora de Russell, y residuos de explosivos fueron encontrados en diversas áreas de su hogar y de Tamerlan. No está claro quién descargó los archivos.